# Роттердамский кинофестиваль
Международный Роттердамский кинофестиваль (нидерл. International Film Festival Rotterdam, IFFR) — ежегодный фестиваль, который проводится в различных кинотеатрах Роттердама (Нидерланды) в конце января. В качестве талисмана фестиваля используется тигр.

## История
Впервые Роттердамский кинофестиваль был проведён в июне 1972 года под руководством Хуберта Балса. Фестиваль ориентируется на фильмы альтернативного и некоммерческого кино, преимущество отдаётся  кинематографу Восточной Азии и развивающихся стран. В середине 1980-х годов фестиваль испытывал финансовые трудности, которые впоследствии были преодолены. В 2007 году количество посетителей фестиваля достигло 367 000 человек.
В 1988 году, после смерти основателя фестиваля, для поддержки кинематографистов из развивающихся стран был создан фонд, носящий его имя, — фонд Хуберта Балса.
Долгое время в Роттердаме не присуждались никакие премии. В 1995 году появилась премия Тигр (Tiger Awards) для первых и вторых фильмов молодых кинематографистов. Позже начали присуждать премию FIPRESSI и премию нидерландских кинокритиков.